# Everdon
Everdon is een civil parish in het bestuurlijke gebied Daventry (District), in het Engelse graafschap Northamptonshire met 356 inwoners.